# Monarchismus
Monarchismus ist die staatstheoretische Position zugunsten der Monarchie, das heißt beispielsweise des vererbbaren oder gewählten König- oder Kaisertums, wobei die Bezeichnungen für Monarchen abhängig von Sprache und Tradition variieren. Neben dem Kaiserreich Japan existieren heute Königreiche, ein Großherzogtum (Luxemburg), Fürstentümer, Sultanate und Emirate als souveräne Staaten mit monarchischer Spitze. Auf subnationaler, aber konstitutionell bedeutsamer Ebene sind die monarchischen Teilstaaten Malaysias zu nennen, deren Herrscher den Titel eines Sultans oder, im Falle von Perlis, eines Rajas tragen, da sie den König für eine jeweils fünfjährige Amtszeit wählen, sowie die Herrscher der Teilstaaten der Vereinigten Arabischen Emirate, die ebenfalls das Staatsoberhaupt des Landes aus ihrer Mitte bestimmen.
Eine Abgrenzung gegenüber der Diktatur oder der Demokratie ist nicht möglich, da die konstitutionelle, verfassungsgebundene Monarchie beliebige Integrationen in demokratische Staatssysteme erlaubt, andererseits absolute Herrschaftsformen bestehen, wie sie auch in nicht-monarchischen Staaten zu finden sind. Die Spannbreite geht von Monarchien, in denen keine Volksvertretung existiert, über Staaten, wo das Parlament vorzugsweise administrative und beratende Funktionen hat, bis hin zu Monarchien, in denen der Regent nur noch Repräsentationsaufgaben wahrnimmt und die politischen Entscheidungen an anderer Stelle, heute in der Regel vom Parlament bzw. der parlamentarisch verantwortlichen Regierung getroffen werden.

## Historische Positionen

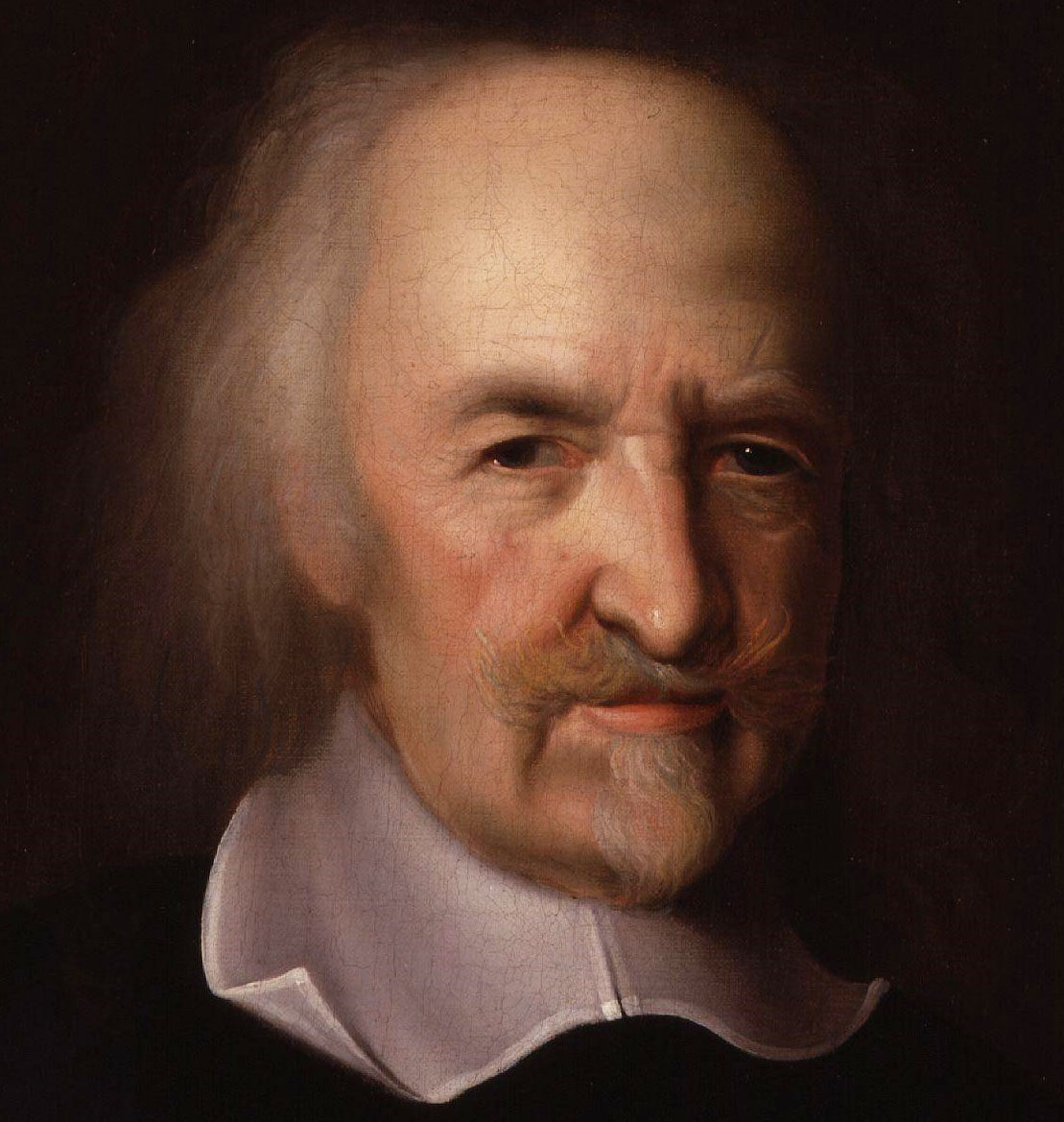
Thomas Hobbes

Die Legitimationen der Macht, die innerhalb von Monarchien vererbt wird, haben ihre eigene Geschichte in den verschiedenen Herrscherhäusern und den Kulturen, in denen diese regieren. Der Monarchismus als staatstheoretische Option bedarf demgegenüber einer Situation, in der eine Alternative zur Monarchie diskutabel wird. Die wesentlichen monarchistischen Entwürfe entstammen deshalb historischen Situationen, in denen die Beseitigung oder Modifikation der Monarchie oder aber die Restauration einer monarchischen Regierungsform zur Debatte stand. Deshalb waren sowohl Gegner wie Befürworter der Monarchie als Herrschaftsform an der Entwicklung des Monarchismus als staatstheoretischer Konzeption beteiligt.
Die älteste staatsphilosophische Auseinandersetzung geht zurück auf Platon mit dem Werk Der Staat (gr. Politeia), in dem monarchische, aristokratische und demokratische Staatsformen – letztere anhand der Athener Demokratie – miteinander verglichen werden.

### Thomas Hobbes: Plädoyer für die absolute Monarchie
Thomas Hobbes wird zwar heute als der zentrale Philosoph des Absolutismus eingestuft, jedoch darf nichts darüber hinwegtäuschen, dass seine zentralen Werke als atheistische, mit dem Christentum im Widerstreit stehende gebrandmarkt wurden und dem Absolutismus zumindest in dieser Hinsicht nicht als Legitimation dienen konnten. Traten die Monarchien des Mittelalters und der frühen Neuzeit mit einem Anspruch auf Gottesgnadentum, auf Rechtfertigung ihrer Herrschaft durch Gott auf, so negierte Hobbes diese Legitimationsgrundlage grundsätzlich.
Sein Leviathan (1651) erschien kurz nach der Enthauptung Karls I., während der Autor im französischen Exil lebte. Im Blick auf die politische Katastrophe postulierte Hobbes, dass Macht als absolute und unumschränkte Gewaltausübung unverzichtbar sei, um den „Krieg aller gegen alle“ zu unterbinden. Der absolute Regent handele dabei, seiner eigenen Natur und damit dem puren Selbsterhalt verpflichtet, nicht auf das Gemeinwohl bedacht. Dennoch entspringe solcher Machtausübung Zivilisation, da sie die Gewalt suchenden Rechtsansprüche aller einzelnen zurücksetze. Brutalität war damit auf allen Ebenen die Grundannahme, mit der Konsequenz, dass gerade aus ihr menschliche Zivilisation erwuchs: ein friedlicher Zustand, in dem niemand, dem sein Leben lieb war, den öffentlichen Frieden störte – einen öffentlichen Frieden, der wirtschaftliches Wachstum und Macht nach außen zuließ.
Hobbes trat als Philosoph auf, er begründete seine Setzungen erkenntnistheoretisch mit der Philosophie eines ganz neuen Materialismus. Die Religion und die Moral wurden dabei nachgeordnet zu Instrumenten der perfekten Machtausübung. In der neuen Staatsphilosophie blieben sie dem absoluten Herrscher untergeordnet.
Der Herrscher konnte theoretisch ein selbsternannter Diktator, Gewaltherrscher sein. Effektiv war der Leviathan in der Anlage der Argumente jedoch ein Plädoyer für die Monarchie, als die einzige Herrschaftsform, die den Machtwechsel der Diskussion entzog und damit absicherte. In ihr gab es kein Machtvakuum, wie es bei Amtswechseln von Regierungen eintreten musste, wenn diese Neuwahlen ausschrieben – und damit keine Gefahr, dass eine Revolution genau in diesem Machtvakuum ausbräche.
Die Theorie war gleichzeitig mit ihrer Unterordnung der Kirche unter die Krone auf Großbritannien zugeschnitten. Als der Leviathan erschien, regierte die religiös begründete Parlamentsherrschaft in Großbritannien als Schreckgespenst, wie es der Leviathan ausmalte.
Tatsächlich wurde Hobbes für die Herrscher Europas zum Tabu, da hier die Monarchie als Gewaltherrschaft eingeführt wurde, die keiner Religion und keiner Moral mehr unterworfen war. Gerade die Radikalität dieses Gedankens machte den Leviathan auf der anderen Seite in der rechtsphilosophischen Diskussion zum einflussreichsten Werk. Hier wurden erstmals ohne Rückgriff auf Transzendenz die Macht und der Staat legitimiert – in einer philosophisch radikalen Provokation, die eine Suche nach besseren Legitimationen nach sich ziehen musste.

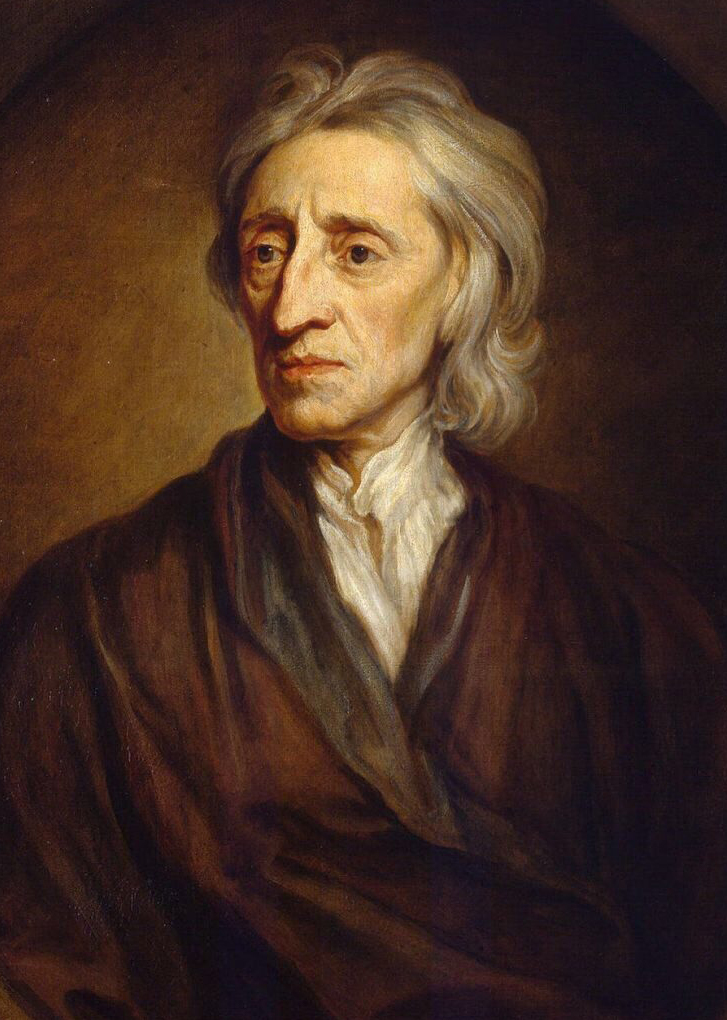
John Locke

### John Locke: Die dem Gemeinwohl untergeordnete Monarchie
John Locke wird heute eher mit dem Parlamentarismus und der Demokratie als mit dem Monarchismus in Verbindung gebracht. Seine Zwei Abhandlungen über die Regierung (1689) gewinnen vor dem Hintergrund der Glorious Revolution Bedeutung. Diese bewies historisch, dass Hobbes mit seinen philosophischen Postulaten irrte. Es war durchaus möglich, dass eine Nation die Regentschaft absetzte, ohne dass der Kampf aller gegen alle ausbrach. Selbst eine Revolution, der Extremfall des Machtwechsels, konnte zum Besten des Gemeinwohls geschehen.
Die weltliche Macht ließ sich vor diesem historischen Hintergrund neu legitimieren. Es war möglich, sie den Interessen des Gemeinwohls unterzuordnen. Locke plädierte für einen Schutz des Privatbesitzes sowie für Institutionen, die im Bedarfsfall einen dem Gemeinwohl schadenden Regenten absetzen konnten. Er plädierte für ein Parlament, das sich als gewähltes den Interessen des Gemeinwohls verpflichten musste – Positionen, die in die Formulierung der konstitutionellen Monarchie führten und die gleichzeitig der Errichtung einer Demokratie ohne Monarchen die wichtigsten Vorgaben machten. Die Vereinigten Staaten von Amerika etablierten eine solche noch im Verlauf des Jahrhunderts.

### Friedrich II. von Preußen: Aufgeklärter Absolutismus
Plädoyers für die Monarchie aus Monarchenhand sind selten. Dasjenige, das Friedrich II. von Preußen mit seinem Anti-Machiavell (1740) nach den Diskussionen mit Voltaire vorlegte, erregte die Begeisterung der Intellektuellen Europas. Die deutsche Ausgabe des Jahres 1745 erschien angebunden an eine Übersetzung des Fürsten Machiavellis. Voltaire ließ durchblicken, dass der Autor ein hoher Staatsmann sei, unter der Hand sprach sich Friedrichs II. Identität als der Verfasser herum, mit dem Voltaire korrespondierte.
Friedrich zeigt sich mit den ersten Seiten angewidert von der Machtpolitik Machiavellis, die das Wohl des Landes im Ernstfall dem puren Machterhalt unterordnet. Machiavelli sei noch ein Mann des barbarischen vergangenen Zeitalters gewesen. Der aufgeklärte Monarch herrsche in der Regel nicht über ein erworbenes Land, er zügelte seinen Ehrgeiz, er erwäge die Landesentwicklung, er stelle seine Arbeit in den Dienst des ihm anvertrauten Landes. Zivilisation ist angestrebt. Ein Unding ist in ihr der Regent, der politische Morde begeht, ein Unding ist selbst Ludwig XIV., der aus Prestigegründen Europa angriff. Fénelons Telemach (1699/1700) gibt (Kap. VII) den Ton der Menschlichkeit vor, dem sich der Regent unterordnet. Für die freien, keinem Monarchen unterworfenen Republiken ergreift Friedrich (Kap. IX) unter der Hand das Wort: Monarchien enden mit ihren Herrscherhäusern, Reiche gehen unter. Republiken aber, so der junge Monarch, gewännen eigene Stabilität, gerade da sie die höchsten Machtmittel niemandem in die Hand geben, der sie missbrauchen könnte. Die durchgängige Kritik an Machiavellis Plädoyer für den schonungslosen Machteinsatz führt mit dem 15. Kapitel in Plädoyers für jene Regentschaften, die vor der Geschichte als segenbringende bestehen. Der tugendsame, sich selbst beherrschende Herrscher muss gerade in Anbetracht des Grauens, das die Machtausübung, wie Machiavelli sie skizziert, auslöst, die bessere Machtausübung anstreben. Liebe seines Volkes, Vertrauen müsse der Regent anstreben.
Die Option eines aufgeklärten, den Werten der Aufklärung verpflichteten Absolutismus blieb am Ende ein Desiderat. Friedrich II. warf die meisten der zuvor geäußerten Maximen im ersten Konflikt mit Österreich über Bord. Der Siebenjährige Krieg sollte im Verlauf ganz Europa involvieren. Bürgerliche Freiheiten, die religiöse Toleranz, die Preußen Vertriebenen zugestand, geriet in der Praxis in Misskredit als pure Kalkulation auf den wirtschaftlichen Profit, den die Ansiedlungen bieten mussten. Unter Intellektuellen bestätigte Friedrich mit der Bereitschaft, die eigenen Maximen hintanzustellen Machiavelli, den Autor der genau dies gefordert hatte. Unter Verteidigern der Monarchie blieb zu erwägen, ob Friedrich summa summarum nicht doch zugunsten Preußens gehandelt hatte, das unter seiner Regentschaft unter Europas Großmächte trat.

## Monarchismus in der Gegenwart

### Deutschland
Preußens Aufstieg im Prozess der nationalen Einigung verlief vor allem zu Lasten der übrigen territorialen Herrschaften des deutschen Sprachraums. Monarchismus gewann in diesem Prozess im Reichsgebiet eine stark lokalpatriotische Ausprägung – und eine nationalistische, was die Legitimation Preußens und des Hauses Hohenzollern anbetrifft, das mit der Reichseinigung die zentrale Stellung unter den Regentschaften gewann. Die politischen Parteien und Strömungen des 19. Jahrhunderts unterstützten die Monarchie mehrheitlich, wo sie die Reichseinigung voranbrachte. Eigene monarchistische Strömungen gab es in der Arbeiterbewegung, Ferdinand Lassalle wagte sich hier bis zum Bruch mit der eigenen Bewegung an Otto von Bismarck als den entscheidenden Politiker der nationalen Einigung heran. Erst die Einigungskriege Preußens brachten die sozialistische Bewegung auf einen eindeutig antimonarchistischen Kurs. Klarer hatten sich die Kommunisten von Anfang an gegen den Monarchismus ausgesprochen. Mit dem Ende des Ersten Weltkrieges, der den deutschen Kaiser 1918 zur Abdankung und zur Emigration in die Niederlande zwang, verlor der Monarchismus in Deutschland an Boden, er gewann im selben Prozess jedoch eine von nun an neben dem Lokalpatriotismus zu notierende Perspektive als nationalistische Alternative zur Weimarer Republik.
Während der 1920er Jahre plädierten Anhänger des Hauses Hohenzollern für die Wiedereinführung der Monarchie, blieben aber unter den Entwicklungen, die die Weimarer Republik in die Diktatur des Dritten Reichs nahm, chancenlos. Das Dritte Reich verbot die monarchistischen Bewegungen, insbesondere da die Monarchie als Staatsform auf Rückhalt in der aus dem Adel rekrutierten alten Offizierselite hoffen konnte.
Mit dem Ende des Dritten Reichs verlor der Monarchismus im deutschsprachigen Raum weitgehend alle Bedeutung. Er ist heute aufgeteilt in die Lager der Legitimisten (auch Hohenzollerntreue), die eine Fortsetzung der letztregierenden Kaiserlinie fordern, in Anhänger des Erzhauses Österreich (Habsburg) und diverse kleinere Verbände, die einzelne der von der Macht gekommene Herrscherhäuser unterstützen. Habsburganhänger plädieren im unübersichtlichen Feld zum Teil auch für die großdeutsche Alternative, einige Anhänger der Wittelsbacher für eine Loslösung Bayerns aus dem bundesrepublikanischen Verband und eine eigenständige bayerische Monarchie.
Die Lage ist zudem kompliziert durch das spezielle Problem der Kaiserwürde, die im Heiligen Römischen Reich über eine Wahl der stimmberechtigten Kurfürsten erfolgte. Hier besteht grundsätzlich die Option, das Kaisertum in Bezugnahme auf das Deutsche Kaiserreich dem Haus Hohenzollern als letztem Inhaber des Titels zuzugestehen – der König von Preußen wäre hier der deutsche Kaiser. Die Alternative wäre die Position eines deutschen Königs bzw. König von Deutschland, gestellt vom Haus Hohenzollern, und die Vergabe des Kaisertitels im ehemaligen Reichsverband, oder moderner auf dem größeren europäischen Parkett. Hier wird das Haus Habsburg, Österreich, unter Monarchisten dann als möglicher Anwärter gehandelt.
Unterschiede in der Auffassung, welche Rechte und Pflichten der Monarch haben soll, durchziehen die Diskussion der monarchistischen Kreise, ohne in den politischen Auseinandersetzungen der Bundesrepublik Deutschland eine nennenswerte Rolle zu spielen. Die Bandbreite der Argumente reicht von einer Position, die den Bundespräsidenten als Repräsentanten des Staats ersetzen würde (René Häusler) bis zu radikalen Eingriffen in das demokratische Gefüge. Ein Vetorecht bei Verfassungsänderungen, das Recht auf Auflösung des Parlaments und Veranlassung von Neuwahlen werden als mögliche Machtbefugnisse diskutiert: der Kaiser als Behüter des Volkes, der Verfassung, der Demokratie, des Rechtsstaats und der freiheitlichen Ordnung (so die Diskussionsangebote Norbert Ficeks).

### Österreich und die ehemals habsburgischen Territorien
In der heutigen Republik Österreich gibt es mehrere Organisationen, die eine Restauration der Monarchie unter der Dynastie der Habsburger anstreben. In der jüngeren Vergangenheit stand dabei die Idee im Mittelpunkt, Otto von Habsburg als Kandidaten für die Bundespräsidentenwahl aufzustellen, was jedoch damals de jure nicht durchführbar war. Zum letzten Mal trat 2017 mit den Obdachlosen in der Politik (ODP) eine monarchistische Partei zu einer Nationalratswahl an.
Der österreichische Monarchismus lehnte sich in der Vergangenheit sehr stark an die Politik der Paneuropa-Union an, heute erstrebt er in Anlehnung an das Konzept der Donauföderation bzw. die Ideen Aurel Popovicis einen föderalen Vielvölkerstaat, bei dem der Habsburgermonarchie eine identifikationsstiftende Funktion zukommt.
Seit ihrer Gründung 2004 arbeitet die in der politischen Mitte positionierte Schwarz-Gelbe Allianz (Schwarz und Gelb sind die Flaggenfarben der Habsburger) für eine Einführung der konstitutionellen Monarchie auf Verfassungsebene.
Erwähnenswert ist ein mit dem Haus Habsburg in Beziehung stehender Verband legitimistischer Studentenverbindungen, der Akademische Bund Katholisch-Österreichischer Landsmannschaften.
In Tschechien nahm die monarchistische Partei Koruna Česká (auf Deutsch „Tschechische Krone“) 2006 erstmals an Parlamentswahlen teil. Auch gibt es seit 2007 ein Übereinkommen, in dem Schwarz-Gelbe Allianz (SGA) und Koruna Česká ihre Zusammenarbeit bekunden. Dieses Übereinkommen wurde der Öffentlichkeit bei einer großen Pressekonferenz am 12. November 2007 vorgestellt. Politisch sind beide Gruppen noch nicht sehr stark gefestigt; während die Koruna Česká bei den Europawahlen 2005 und den Tschechischen Parlamentswahlen 2006 bereits angetreten ist, ist die Schwarz-Gelbe Allianz bislang nur als politisch aktiver Verein tätig gewesen. Unter der Bezeichnung „Die Monarchisten – Schwarz-Gelbe Allianz“ versuchte die Gruppierung eine Teilnahme an den österreichischen Nationalratswahlen 2008 und 2013, erreichte aber beide Male nicht genug Unterstützungserklärungen für ein bundesweites Antreten.

### Vereinigtes Königreich
Das Vereinigte Königreich ist einerseits eine der ältesten Demokratien der Welt, zugleich aber auch Monarchie mit komplexer politischer Tradition. Weit vor der Französischen Revolution von 1789 wurde in England 1649 die Monarchie nach einem Bürgerkrieg mit der Enthauptung König Karls I. bereits einmal offiziell abgeschafft. Einige Jahre der englischen Republik unter Cromwell folgten; 1660 kam es durch einen Putsch des Generals Monck zur Restauration der Monarchie. Noch 1688 fand die Glorious Revolution statt. Diesmal wurde der Regent nicht enthauptet, sondern zum Verlassen des Landes gezwungen, Wilhelm III. und dessen in der Stuart-Linie geborene Frau Maria wurden aus den Niederlanden nach London geholt. Mit diesen Ereignissen, die eine deutliche Stärkung des Parlaments gegenüber der Krone bedeuteten, entwickelte das Vereinigte Königreich damit die erste konstitutionelle Monarchie und die erste auf dem europäischen Parkett effizient arbeitende parlamentarische Demokratie.
Seit Heinrich VIII. ist der König des Vereinigten Königreiches gleichzeitig Oberhaupt der Anglikanischen Kirche, einer aus der Reformation hervorgegangenen Staatskirche. Seit Elisabeth I. verfügt die Nation über ein gewachsenes Verhältnis zu weiblichen Würdenträgerinnen. Mit dem Kolonialismus breitete sie die Monarchie über das Empire aus, die Gesamtheit der kolonialen Besitzungen. Fast alle Völker des Empire wurden im Verlauf der letzten 150 Jahre in die Unabhängigkeit entlassen und bildeten den Commonwealth of Nations, in dessen Mitgliedsstaaten der Monarch des Vereinigten Königreiches zunächst Staatschef blieb. Heute hat er diese Funktion noch in Kanada, Australien und Neuseeland sowie auf einigen kleineren Inseln.
Die Aufgaben des Monarchen haben sich auf die Repräsentation verlagert, er eröffnet Parlamentsperioden, wird vom „ersten Minister“, dem Premierminister informiert. Respekt und Kooperation prägen das Verhältnis der Institutionen, die sich als wandlungsfähig erwiesen und Krisensituationen wie die geistige Verwirrung eines Monarchen konstruktiv lösten.
Monarchismus hat im Vereinigten Königreich in den politischen Wirren und im Prozess der politischen Entmachtung ein stark folkloristisches und identifikationsstiftendes Element gewonnen. Die Monarchie ist letztlich eine Gewinnerin auf englischem Boden, sie überlebte Absetzungen und Revolutionen, Machtbeschneidungen und den Zusammenbruch des Empires, ohne dabei in einen offenen Kampf gegen andere staatliche Institutionen zu treten oder die Rolle der Verliererin zu spielen. Als historisches Relikt, das trotzdem bewahrt wird, besitzt die Monarchie nirgends so große Tradition wie im Vereinigten Königreich. Die Mitglieder des Königshauses wurden in der zweiten Hälfte des 20. Jahrhunderts weltweit agierende Medienstars mit skandalösen Privatgeschichten, und auch dies trug eher zu einer Festigung der Monarchie bei, als dass es in eine wirkliche Krise führte. Londons Flair unter Touristen speist sich wesentlich vom Glanz des Königshauses. Beerdigungen und Hochzeiten des Königshauses sind weltweite Medienereignisse, die mit Ernst und Humor gefeiert werden. Monarchismus besteht im Vereinigten Königreich in der Folge in einer großen Bandbreite von traditionalistisch reaktionären Strömungen (wie den Oraniern, den Anhängern Wilhelms III., die dafür plädieren, dass Nordirland beim Vereinigten Königreich bleibt), bis zu einer mit Selbstironie vorgetragenen Haltung, die der Königsfamilie Kultstatus gibt, sie als älteste britische Seifenoper feiert.

### Europäische Union
Ideen, die Europäische Union in eine Monarchie umzuwandeln, spielen in der EU-Finalitätsdebatte keine besondere Rolle.

### Japan
Im ostasiatischen Monarchismus, wie er in China und Japan seine Ausprägung fand, existiert kein Gottesgnadentum christlichen Zuschnitts. Der Monarch agiert in der dem Polytheismus näher stehenden Gesellschaft effektiv als göttliche Person (zum japanischen Gottesbegriff siehe kami). So führt Japans Dynastie der Tennō traditionell ihren Machtanspruch auf die Abstammung und Einsetzung durch die Göttin Amaterasu zurück – eine Position, in der der amtierende Tennō selbst das Amt des obersten Priesters des Shintō ausübt.
Historisch war die Macht des Tennō ungeachtet der hohen Abstammung bis in das 19. Jahrhundert hinein schwach (mit wenigen Ausnahmen (so z. B. Tenji) im Zeitraum zwischen etwa 660 (dem Ende der Kontrolle der Soga) und 850 (dem Anfang der Kontrolle der Fujiwara)). In den Kriegen, die im 16. Jahrhundert in einer zentralistischen Regierung resultierten, setzte sich der Shōgun in Ausübung der diktatorischen Militärgewalt als faktischer Machthaber durch. Der Tennō übte ihm gegenüber zeremonielle Funktionen aus.
Eine an die europäischen anschließende japanische Monarchismus-Debatte setzte erst mit der erzwungenen Öffnung zum Westen Mitte des 19. Jahrhunderts ein, wobei sich die Anhänger des Shōgunats und Anhänger eines Tennōismus gegenüberstanden. Eine republikanische Bewegung spielte in die Auseinandersetzung die in der Revolution und der ihr folgenden Meiji-Restauration kulminierten, mit der das Gottkönigtum wiederhergestellt wurde. Hatten liberalere Kräfte für eine Verfassung nach britischem Vorbild plädiert, so siegte, was die Position des Tennō anbetraf, eine Orientierung an Preußens Verfassung in der Meiji-Verfassung. Britischer Einfluss schlug sich dagegen in der Aufteilung der Parlamentsgewalt in ein Herren- und ein Unterhaus nieder.
Die enge Verquickung militärischer Macht eines Nationalstaats europäischen Zuschnitts mit der Idee göttlicher Abstammung des Regenten führte mit der Niederlage Japans im Zweiten Weltkrieg zu einer Krise der ideologischen Grundlagen des japanischen Monarchismus: Sie kam effektiv einer Demütigung des Tennōs und seiner göttlichen Würde gleich. Hirohito, der Shōwa-tennō, legte im Angesicht der Niederlage seinen Anspruch auf Göttlichkeit nieder (vgl. Arahitogami). Die Wirksamkeit dieser Handlung ist jedoch unter japanischen Monarchisten äußerst umstritten.

### China
Seit der Antike führten die chinesischen Kaiser ihre Herrschaft auf den vergöttlichten Jadekaiser der mythischen Xia-Dynastie zurück. Das auch in Japan zur Anwendung gekommene Konzept des Mandat des Himmels legitimierte gemäß der konfuzianistischen Auslegung die Herrschaft des Kaisers in moral- und geschichtsphilosophischer Hinsicht.
Unter dem Einfluss der japanischen Meiji-Restauration und mit der Ausweitung der Auslandskontakte entstand in China zu Beginn des 20. Jahrhunderts eine säkulare Republikbewegung unter Sun Yat-sen, die Kuomintang, die im Verlauf Pu Yi, den letzten Kaiser der Qing-Dynastie, 1912 zur Abdankung zwang.
Japans machtpolitische Ambitionen brachten Pu Yis Restauration: 1932 erfolgte die Ernennung zum Präsidenten von Mandschukuo, dem Satellitenstaat, den Japan mit Militärgewalt auf chinesischem Boden errichtete, 1934 erhielt Pu Yi die Kaiserwürde zurück – ein Schritt, mit dem der künstliche Staat auf ganz China ausgedehnt werden sollte. Die Ambitionen scheiterten 1945. 1949 wurde unter Mao Zedong die kommunistische Volksrepublik China ausgerufen. Als oppositionelle Untergrundbewegung findet chinesischer Monarchismus seitdem vor allem in der Mandschurei noch Anhänger.